# Srijemska Mitrovica (općina)
Općina Srijemska Mitrovica je jedna od općina u Republici Srbiji. Nalazi se u AP Vojvodini i spada u Srijemski okrug. Po podacima iz 2004. općina zauzima površinu od 762 km² (od čega na poljoprivrednu površinu otpada 56.571 ha, a na šumsku 8.705 ha). 
Centar općine je grad Srijemska Mitrovica. Općina Srijemska Mitrovica se sastoji od 26 naselja. Po podacima iz 2002. godine u općini je živjelo 49.609 stanovnika, a prirodni priraštaj je iznosio -3,8 %. Po podacima iz 2004. broj zaposlenih u općini iznosi 18.186 ljudi. U općini se nalazi 39 osnovnih i 6 srednjih škola.

## Naseljena mjesta
- Bešenovački Prnjavor
- Bešenovo
- Bosut
- Čalma
- Divoš
- Gornja Zasavica
- Grgurevci
- Jarak
- Kuzmin
- Laćarak
- Ležimir
- Mačvanska Mitrovica
- Manđelos
- Martinci
- Noćaj
- Radenković
- Ravnje
- Salaš Noćajski
- Srijemska Mitrovica
- Srijemska Rača
- Stara Bingula
- Šašinci
- Šišatovac
- Šuljam
- Veliki Radinci
- Zasavica

## Etnička struktura
- Srbi (87,31%)
- Hrvati (2,96%)
- Jugoslaveni (1,41%)
- ostali (Mađari, Rusini, Ukrajinci, Romi itd.)

## Vanjske poveznice
- Prezentacija općine  Arhivirana inačica izvorne stranice od 24. rujna 2006. (Wayback Machine)